# Fidel Pagés

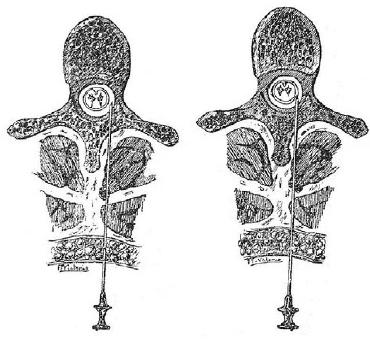
Desen original de Fidel Pagés în Tehnica anesteziei epidurale.

Fidel Pagés Miravé (n. 26 ianuarie 1886, Huesca, Aragon, Spania – d. 21 septembrie 1923, Quintanapalla⁠(d), Castilia și León, Spania) a fost un medic militar spaniol, renumit pentru dezvoltarea anesteziei epidurale.